# 塔赫特蘇萊曼
塔赫特蘇萊曼（波斯語：تخت سلیمان）是伊朗西阿塞拜疆省的一处考古遗迹，始建于萨珊王朝。它居于乌尔米耶和哈马丹之间，非常临近今天的塔卡卜镇，在德黑兰西部400 km（250 mi）。
这座堡垒位于一座由富含钙质的泉水冲积形成的山峰上，2003年7月列入世界遗产名录。这座要塞包括Adur Gushnasp——一座建于萨珊王朝时期的祆教拜火寺的遗迹。在伊儿汗国时期，这里部分重建为清真寺。三“圣火”之一曾坐落于这座寺庙，萨珊王朝统治者在圣火前祭拜后登基。塔赫特蘇萊曼的焰火称为Adur Gushnasp，专用于萨珊王朝的武士（arteshtar）阶层。 一份关于耶稣和琐罗亚斯德的4世纪亚美尼亚手稿以及数位伊斯兰时期的史家都提及这一时期。人们认为池边的拜火寺地基与这段传说有关。塔赫特蘇萊曼出现于4世纪的波伊廷格地图。
在7世纪阿拉伯入侵伊朗后，这片遗迹得到它的经名。 有关的民间传说表明所罗门曾在附近一个100米深的坑中囚禁怪兽，那里被称为“所罗门的监狱”（زندان سلیمان，Zendan-e Soleyman）。据说堡垒中的流水池也是所罗门建起的。
考古发掘显示，要塞内部存在公元前5世纪阿契美尼德帝国时期的占领痕迹，也有后期的安息帝國定居点。属于萨珊王朝时期及拜占庭皇帝狄奧多西二世（公元408–450）的钱币,在那里也有发现。

## 图集

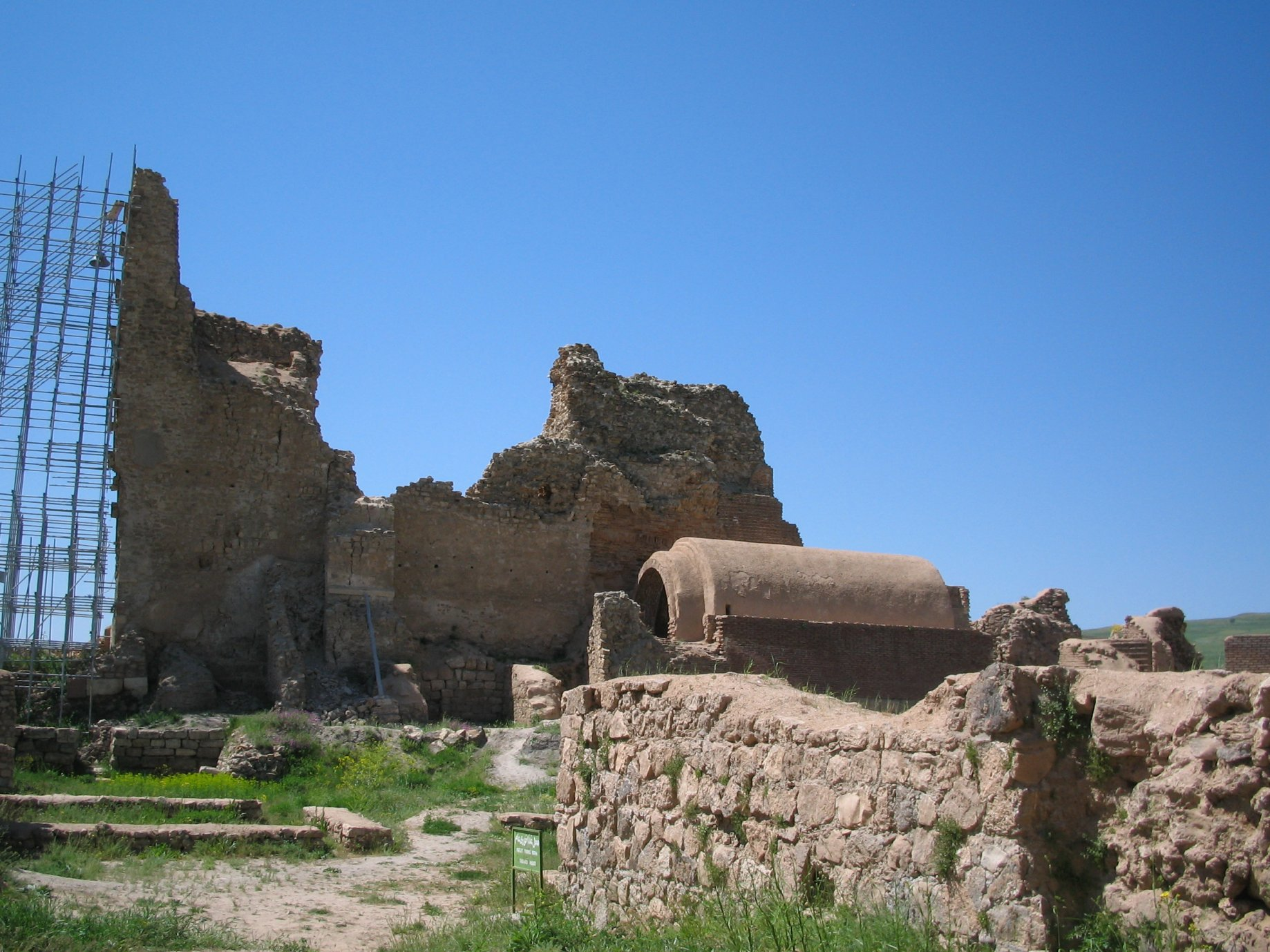
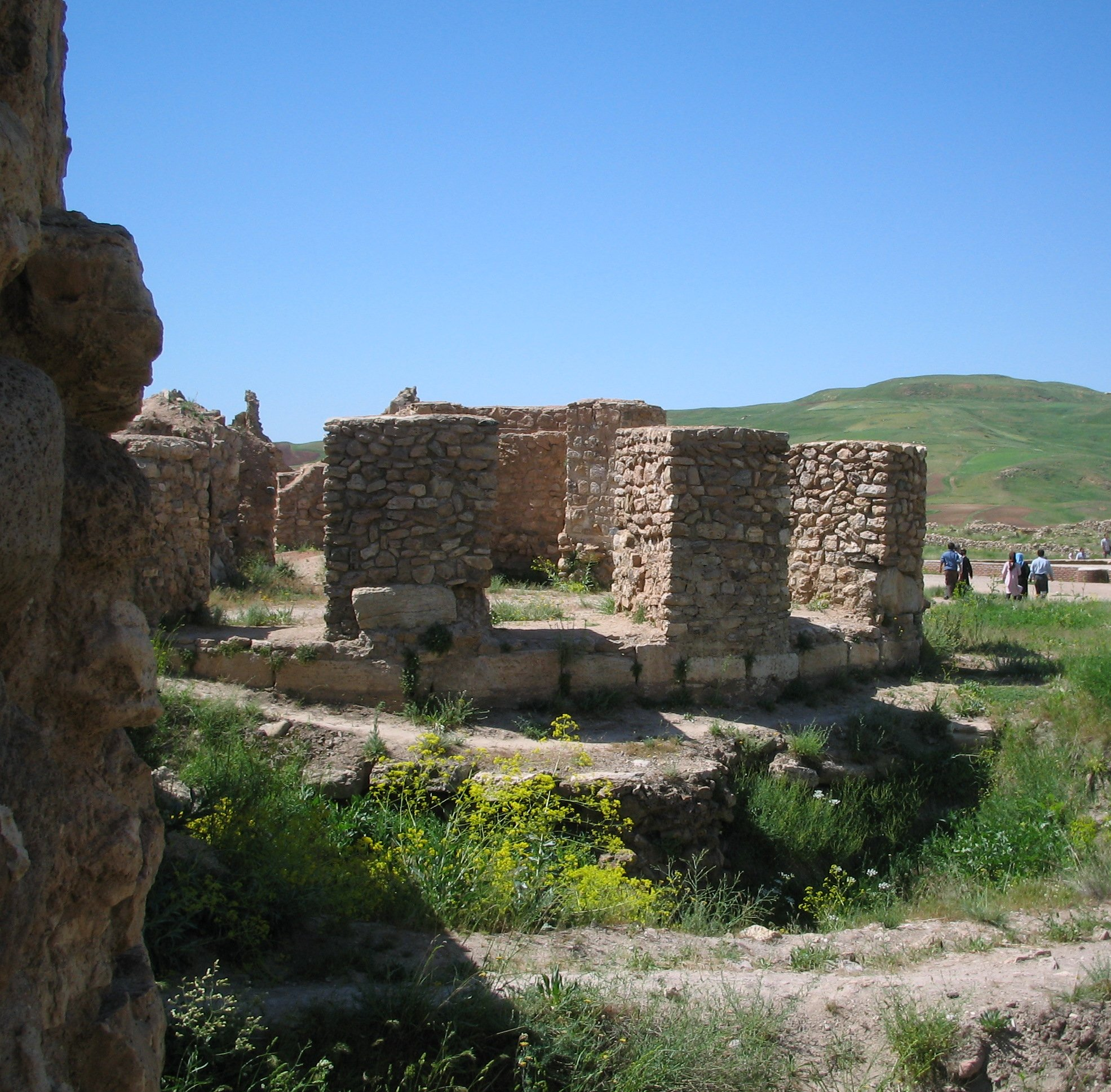
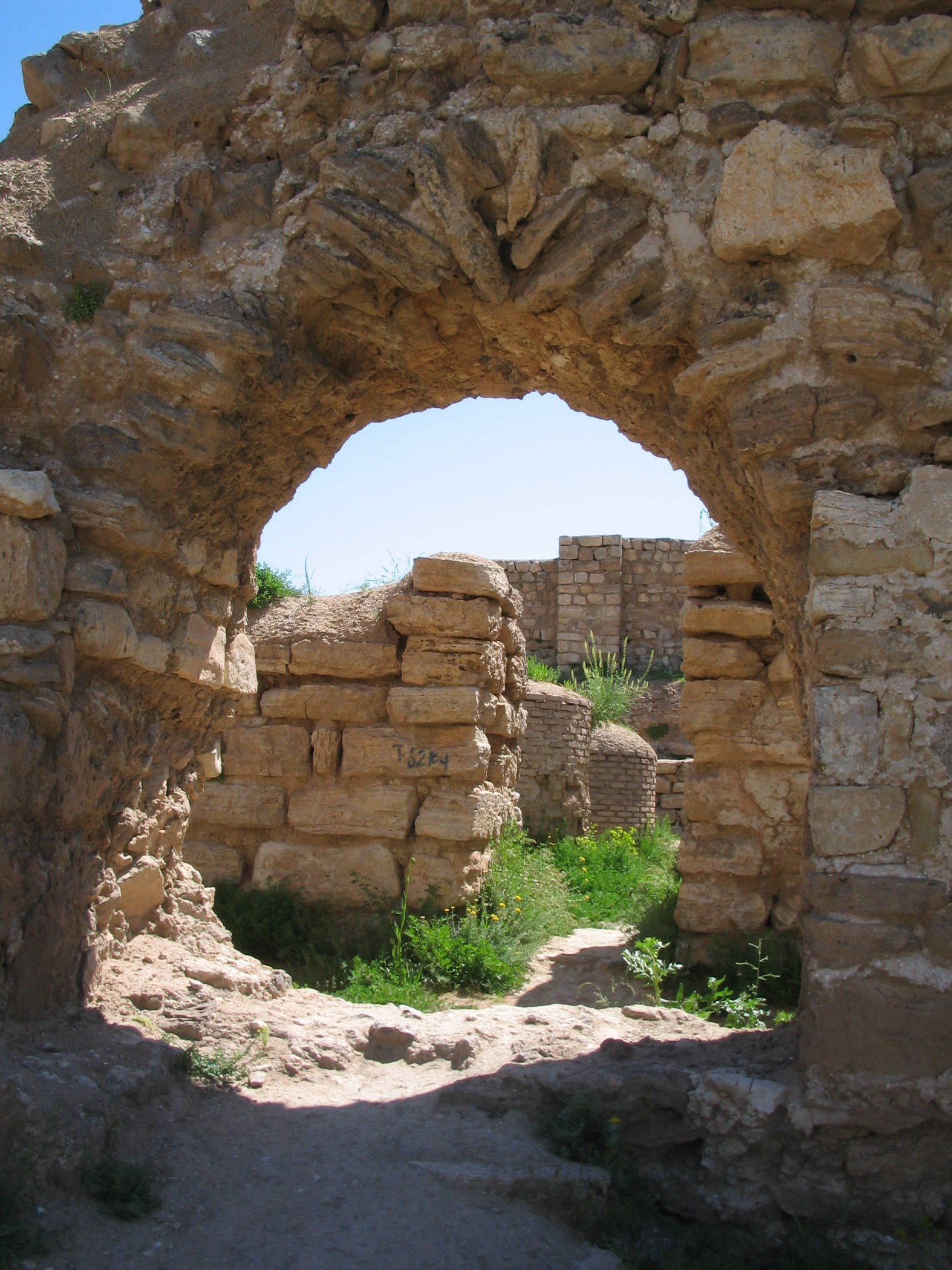
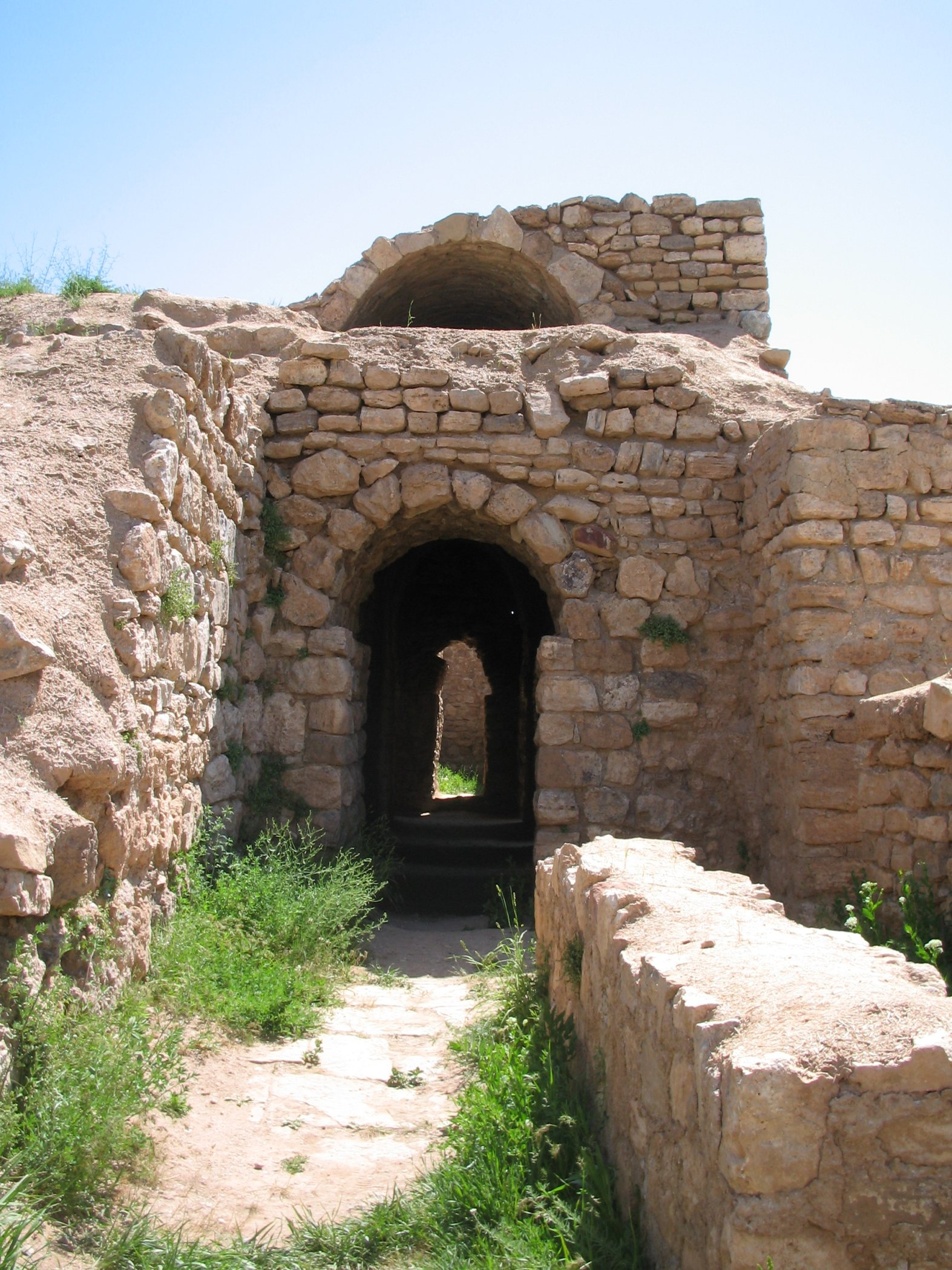
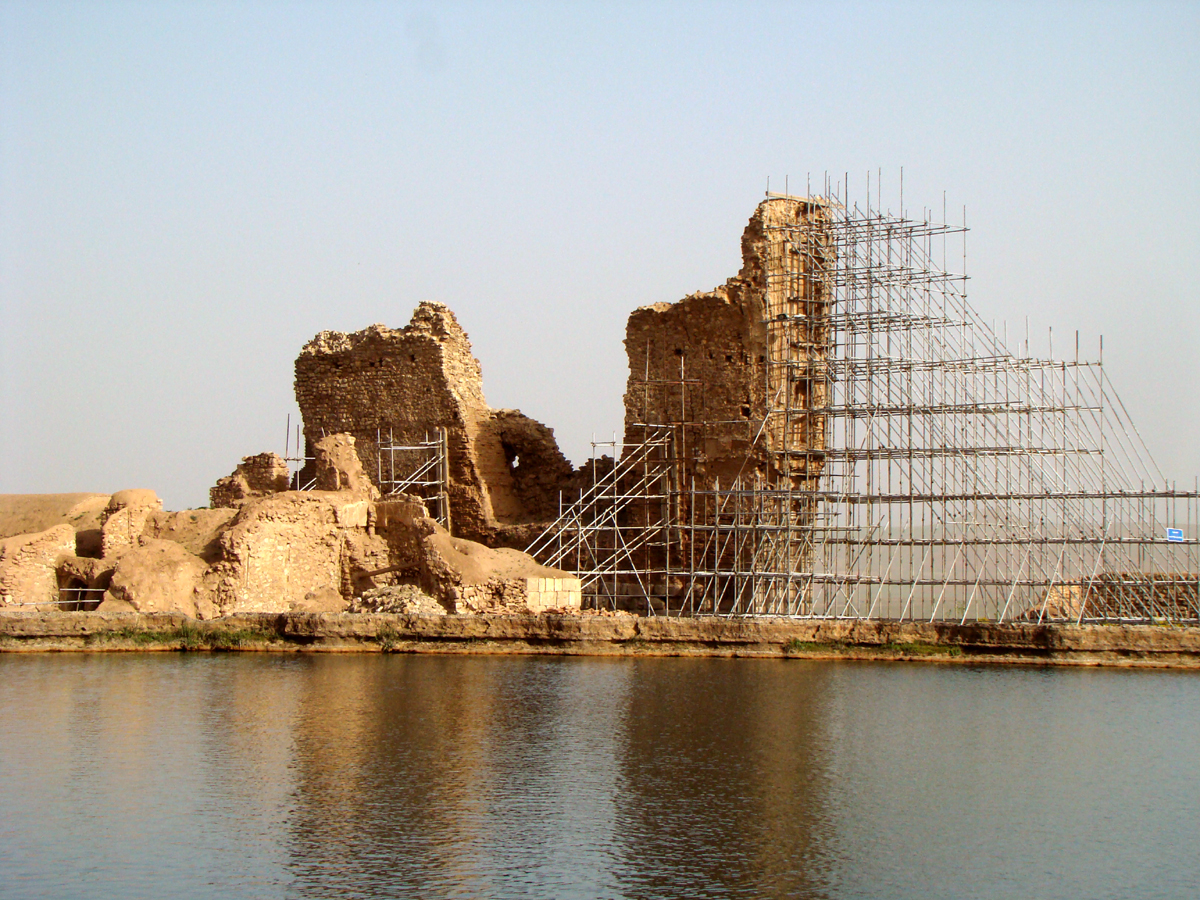
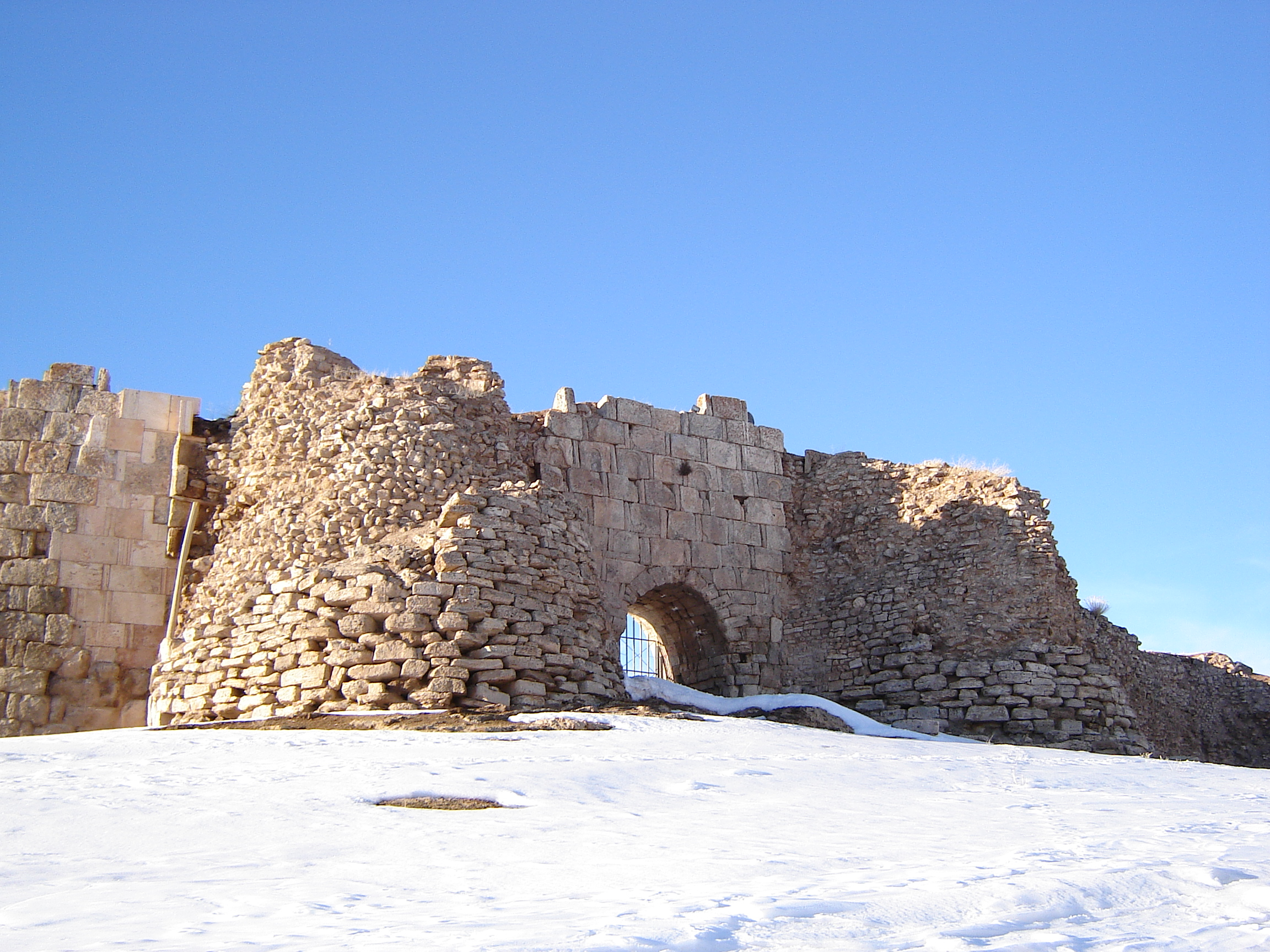
塔赫特蘇萊曼大门遗迹

## 另请参见
- 傑爾賓特 - 另一座列于世界遗产名单的萨珊要塞
- 萨珊王朝